# Nippocryptus alutaceus
Nippocryptus alutaceus är en stekelart som först beskrevs av Tschek 1871.  Nippocryptus alutaceus ingår i släktet Nippocryptus och familjen brokparasitsteklar. Inga underarter finns listade i Catalogue of Life.